# Хуан Карлос I (антарктична станція)
Хуан Карлос I (ісп. Base Antártica Juan Carlos I) — іспанська сезонна (весняно-осіння) науково-дослідна станція в Антарктиці, заснована у 1988 році. Розташована на півострові Херд та острові Лівінгстон, у Південних Шетландських островах за 2,7 км на південний захід від болгарської станції «Св. Климент Охридський», з якою має сполучення протяжністю 5,5 км. Населення становить до 50 осіб під час сезону.
Станція носить ім'я іспанського короля Хуана Карлоса I.